# 成宮ルリ
成宮 ルリ（なるみや るり、1994年8月15日 - ）は、日本の元AV女優。東京都出身。

## 略歴
2013年1月にAVデビューした、貧乳のロリ系AV女優である。高校中退後、街を歩いているところをスカウトされた。AV女優の最短デビューは高卒後が通常であるが、本来ならばまだ18歳の高校生をしていた年に、高校を中退していたために通常のデビュー時期よりもさらに早いデビューとなるフライングデビューを果たした。
誕生日については、ほとんどが1994年8月15日の記述となっているが、1994年11月30日と記述されているものも複数存在している。本人は前者が正しいとしており、スカウトされた際に誤って担当者が聞き間違えたために生年月日が一致しなくなっていると言う。

## 人物
初体験は16歳の時で、初体験相手は3歳年上の当時の彼氏であった。
Mであり、性感帯はクリトリスと膣で、好きな体位はバックである。
性格はマイペースで、天然ボケのようなキャラクターの持ち主である。
好みの男性のタイプは優しい人。
好きな食べ物（飲み物）はコーンスープで、嫌いな食べ物は野菜である。
趣味・特技は、音楽鑑賞と一輪車とお菓子作りと掃除洗濯（家事全般）である。

## 出演作品

### アダルトDVD

#### 2013年
- 肉壷（俺専用） 陸上部 るり（1月25日、ラマ）
- ハニカミ…フライングデビュー18歳…成宮ルリ（1月26日、HMJM）
- 本当はヤリたい美少女18歳 清純で素直な美少女は強引な極太義父と兄の挿入も拒まず健気に受け入れる（3月7日、ヒビノ）
- 想像してみてください。あなたは一人娘を持つ父親。18歳になり、美しく成長する娘が亡き妻に似てきたら…… あなたがやり遂げたかった近親相姦10のタブー（3月7日、V&Rプロダクツ）
- GET！！ 素人ナンパ　No.152　2013　関東版（3月7日、桃太郎映像出版）
- 同級生は授業中。クラスの中で私だけ大人になりました。成宮ルリ 18歳　断れない幼い膣にオジサン精子を生中出し。すっぴん素肌が見えなくなるほどのべっとりぶっかけ。バイト中に知らない人とこっそりSEX。（3月23日、ディープス）
- ハニカミ…卒業 〜graduation〜 18歳…成宮ルリ（3月23日、HMJM）
- 橋田貴光のAV女優ガチ撮り個人撮影 21 『恋愛ベロ舐め濃厚DキスSEX』 同級生まだ高校生 合法JKの実録プライベート映像　成宮ルリ（3月25日、メディア総販ソレイル）
- プライベート調教　騙されSEXの味を覚えさせられた18歳美少女に中出し　成宮ルリ（4月4日、グローリークエスト）
- 少女マニア倶楽部 おじさんたちのおもちゃ　成宮ルリ（4月5日、グレイズ）
- 制服美少女と性交　成宮ルリ（4月5日、ドリームチケット）
- 合法JKと東京で露出する　平成6年生まれ合法現役JK　同級生はまだ高校生　成宮ルリ（4月5日、同人AV組合）
- いいなりちゃん 止まらない涙… 平成6年生まれ最速デビュー　成宮ルリ18才（4月7日、桃太郎映像出版）
- Dolls Gallery 聖少女 Dolly Girl　成宮ルリ（4月7日、色眼鏡）
- 会員制ロリコン公開オークション 18歳成宮ルリを買ってください。（4月11日、V&Rプロダクツ）
- 制服の似合う美少女と性交　成宮ルリ（4月12日、I.B.WORKS）
- 透明感のある美少女のSEX　成宮ルリ（4月25日、オーロラプロジェクト）
- 挑発JK逆さ撮りパンチラ 3（4月26日、ラマ）
- 愛娘近親夜這い生中出し ●父に汚された3人の娘たち（5月3日、グレイズ）
- マジックミラー号初乗車！平成6年生まれ 成宮ルリちゃんを極限羞恥&ガチ自宅でアポ無し天然すっぴんセックス 大公開SPECIAL！！（5月9日、SODクリエイト）
- 可愛くてスレンダーで貧乳　成宮ルリ 18歳　貧乳いじめ（5月9日、ROCKET）
- 顔バレVIP●ER素人まとめ 10　18歳になったばかりの美少女ニートが3日間だけ着て中退したJK時代の制服姿でパンチラ自画撮りうp（5月9日、new girl）
- 裏ソープに堕された女子校生　成宮ルリ（5月13日、MOODYZ）
- 凌辱羞恥物語。 〜欲情した窃盗犯に辱められるわたし〜 内気で逆らえない女子校生　成宮ルリ（5月13日、オーロラ・プロジェクト）
- 制服種付けセレクション ⑦　成宮ルリ18歳（5月13日、HERO）
- キミだけに語りかけ！ ロリっ娘20人！ オマ●コぴちゃぴちゃ指入れ自画撮りオナニー 4時間DX vol.06（5月17日、グレイズ）
- くちびる　成宮ルリ（5月17日、ワープエンタテインメント）
- すっぴんkiss性交　成宮ルリ（5月25日、kawaii*）
- ハニカミ…ありがとう胸キュン18歳…成宮ルリ（5月25日、HMJM）
- SEX DOLL 8（6月7日、色眼鏡）
- ROCKET2013上半期総集編（6月20日、ロケット）
- お兄ちゃんに大好きだって伝えたい　成宮ルリ（6月21日、TMA）
- ぶっかけ中出し輪姦100連発（6月25日、ダスッ!）
- 愛らしい女子校生といやらしいセックス 未成年と肉体関係　成宮ルリ（7月1日、無言）
- BEST HIT DREAM TICKET ドリームチケット2013年上半期総集編 THE4時間（7月5日、ドリームチケット）
- ノーパン女子校生　成宮ルリ（7月7日、プレミアム）
- つい先日までフルバックしか履かなかった姉がTバックに…。見てしまった俺は、思わずフル勃起。姉にも見られて最悪だと思いきや、姉がヨダレを垂らしながら嬉しそうにチ○ポを弄んできた件（7月19日、NON）
- 18歳美少女の接吻、フェラチオ、腰振りSEX　成宮ルリ（7月26日、EROTICA）
- 監禁調教部屋　成宮ルリ（8月1日、グローリークエスト）
- デリバリJK♥ 乳首快楽Men'sリフレ　成宮ルリ（8月2日、ドリームチケット）
- 微乳 美女限定 20人 感じすぎるぺったんこオッパイ（8月7日、桃太郎映像出版）
- 成宮ルリのプレミアム性感メンズエステ ファーストクラス（8月9日、TMA）
- 「女の口は嘘をつく。」 雌女ANTHOLOGY #120　成宮ルリ（8月9日、アウダースジャパン）
- 俺の許可なく、絶対イクなッ!!!!! 2 早漏オンナをナマ殺す焦らし地獄のイキガマン（8月9日、ワープエンタテインメント）
- 奇跡の美少女、初恋　成宮ルリ（8月13日、無垢）
- 高級勃起薬でどれだけ射精しても絶対に萎えない巨根チ●ポの無限ピストンで連続アヘアヘしてる成宮ルリへと集団ザーメンぶっ掛けた…（8月19日、CROSS）
- 女子校生性奴隷　成宮ルリ（8月23日、青空ソフト）
- 素人カップル投稿動画公開 調教済み女達の過激すぎる変態プレイの一部始終を徹底SCOOP オール生中出しスペシャル（8月23日、スクープ）
- 成宮ルリを昏睡させてやりたい放題に犯す！（8月25日、ダスッ!）
- 射精直前の気持ち良いピストン206連発（9月1日、MOODYZ）
- 桃太郎20周年記念 294人10時間 2枚組、超プレミア保存版（9月7日、桃太郎映像出版）
- 美尻にぶち込む！！突きまくりバック100連発（9月7日、桃太郎映像出版）
- お願い… 私とラブラブなHをしてよ…。そうしたらアナタのしてほしいこと何でもするよ…。（9月13日、オーロラ・プロジェクト）
- みるスク おませな10代美少女の絶品フェラチオとスゴ技SEX　成宮ルリ（9月19日、みるきぃぷりん♪）
- 40℃近い熱を出してぐったりしている幼馴染に手を出してしまった…。（9月19日、AKNR）
- kawaii* 騎乗位BEST 42人8時間 美少女たちを下からガンガン突き上げちゃうぞ☆（9月25日、kawaii*）
- ロリータ中出し100人斬り。（9月27日、IBワークス）
- 成宮ルリ、素顔のままで精子飲む。（10月4日、ワープエンタテインメント）
- 女子校生監禁凌辱 鬼畜輪姦 108　成宮ルリ（10月7日、アタッカーズ）
- ギャル家庭教師 初めての誘惑授業♥　成宮ルリ（10月7日、Be Free）
- 彼女の親友に告白された… ヤレるチャンスは今しかない！ さてどうする？（10月10日、AKNR）
- 成宮ルリ PREMIUM BEST 4時間（10月11日、TMA）※総集編
- 5D ＆ 自然光で撮影した真昼間の生ナカダシ性交（10月18日、ドリームチケット）
- 癒らし。 VOL.94　成宮ルリ（10月18日、アウダースジャパン）
- プレミアおなら 成宮ルリの屁 久しぶりに帰省したボクと妹の… おなら夏物語（10月20日、レイディックス）
- kawaii* BEST 2013年上半期全作コンプリート総集編（10月25日、kawaii*）
- 10周年特別企画 ハマジムオールタイムベスト10時間（10月26日、HMJM）
- 女子校生限定 強姦（11月1日、MOODYZ）
- 生中出し女子校生5時間 COLLECTORS 7 Vol.2（11月8日、メディアステーション）
- 膝がガクガク痙攣しても立ったまま電マでイカされ続ける女子校生たち（11月8日、青空ソフト）
- 制服美少女の手淫 vol.2（11月8日、ドリームチケット）
- スーパーベスト8時間　成宮ルリ（11月23日、HMJM）※総集編
- kawaii* BEST 膣中で感じる美少女40本番8時間（11月25日、kawaii*）
- kawaii* 美少女限定！尻穴丸見え無防備セックス（11月25日、kawaii*）
- 肉壷（俺専用） 4時間 総集編（11月25日、ラマ）
- るりと子作り新婚生活（12月1日、ワンズファクトリー）
- BEST HIT DREAM TICKET2013年 ドリームチケット下半期総集編 THE4時間（12月6日、ドリームチケット）
- ワープエンタテインメント1年まるごと特別総集編（12月6日、ワープエンタテインメント）
- 8人の人気女優の羞恥心を煽りつつ濃厚セックスをしてみたら驚くほど感じてしまいビクビク痙攣しながらイキ果てる瞬間を映画クラスの画質で撮影した2（12月6日、NON）
- 不夜城流儀 兄を探して…。　成宮ルリ（12月7日、アタッカーズ）
- 絶頂騎乗位！ NON STOP 美少女ロデオ 100人（12月7日、桃太郎映像出版）
- 制服を脱がさないでハメちゃいました。11人（12月7日、桃太郎映像出版）
- プレミアム7周年記念作品集 24時間 PREMIUM STYLISH BEAUTY 100 プレミア女優100人の厳選セックス（12月7日、プレミアム）
- お顔にどローリ ミルク組 ホットカプセル4（12月13日、色眼鏡）
- オーロラプロジェクトダイジェスト 48連射 2012.11月〜2013.11月 迷ったら絶対コレ！特選ダイジェスト48タイトル！！（12月13日、オーロラプロジェクト）
- 制服の似合う美少女と性交 Best 4時間（12月13日、IBワークス）
- 高画質絶対的美少女40人16時間（12月19日、ROOKIE）
- kawaii*美少女ランキング選抜TOP30人8時間（12月25日、kawaii*）
- 強姦中出し8時間（12月25日、ダスッ!）

#### 2014年
- 妹4人にいたずら子作り（1月1日、ズッコン/バッコン）
- 女子校生50人50SEX8時間（1月1日、MOODYZ）
- グローリークエスト2013年間ベスト110タイトル8時間（1月2日、グローリークエスト）
- 大量失禁！ビデオボックスオナニー盗撮 4時間収録（1月4日、映天）
- 素人限定　微乳⑤　 14人 「ひらたくて、うす～いオッパイは罪ですか？」（1月7日、桃太郎映像出版）
- CRYSTAL THE BEST 8時間 2013 冬 （1月10日、クリスタル映像）
- はじめての中出し　成宮ルリ（1月10日、ワープエンタテインメント）
- 最高潮に盛り上がる！ 挿入する瞬間 100人100連発（1月13日、MOODYZ）
- レズWキャスト 4　成宮ルリ　原千草（1月23日、ディープス）
- kawaii*BEST 美少女限定！手コキっ娘65人8時間（1月25日、kawaii*）
- マセガキ（2月1日、ワンズファクトリー）
- S-Cute Girls　成宮ルリ　鈴村みゆう　阿部乃みく（2月7日、S-Cute）
- 日常に潜むレイプ 不動産賃貸業の男　成宮ルリ（2月7日、アタッカーズ）
- お兄ちゃんに大好きだって伝えたい HD 8時間（2月7日、TMA）
- 平成二十五年度『無垢』卒業アルバム 春夏編 美少女十四人総出演 四百八十分濃厚豪華版 未公開撮り卸付き（2月13日、無垢）
- 高画質 どロリ 3（2月19日、ROOKIE）
- 魂の一発大量中出し　成宮ルリ（2月25日、本中）
- 微乳トライアングルぺったん娘　麻衣花なつ　成宮ルリ　三森春（2月25日、kawaii*）
- kawaii* 美少女限定！バックで激しく突いて♥ 54人8時間special（2月25日、kawaii*）
- おかず。素人生中出し50連発8時間Special（2月28日、ケイエムプロデュース）
- 朝から晩まで子作り三昧　成宮ルリ（3月1日、ワンズファクトリー）
- ワンズファクトリー2013年 下半期 総集編 （3月1日、ワンズファクトリー）
- すっぴんぶっかけ　成宮ルリ（3月1日、MOODYZ）
- ごっくんカフェ 4号店　成宮ルリ（3月7日、映天）
- ハイパー美少女 PREMIUM 8時間（3月7日、クリスタル映像）
- BeFree 2013 CompleteBEST 46タイトル8時間（3月7日、BeFree）
- 2013年下半期プレミアム傑作選 24時間（3月7日、プレミアム）
- 絶対！！ ベスト くちびる 8じかん。（3月7日、ワープエンタテインメント）
- 女子高生とヤリたい！ 制服美少女143人16時間 Vol.2（3月19日、ROOKIE）
- 監禁調教部屋8時間BEST（3月20日、グローリークエスト）
- 中出し女子校生 PREMIUM BEST 8時間（3月21日、TMA）
- SEX by HMJM ハマジムベスト11 8時間（3月22日、HMJM）
- kawaii* 美少女限定！涎じゅるじゅる濃厚接吻FUCK（3月25日、kawaii*）
- 危険日狙って本物中出し 強制子作り性活　成宮ルリ（3月25日、本中）
- 男魂快楽地獄責め 〜戦慄のマルチプル・オーガズム研究所〜 第十四巻　成宮ルリ（4月1日、MOTHERS ENTERTAINMENT PICTURES）
- イイ女限定！ひくひくアナルまる見えSEX（4月1日、MOODYZ）
- 良いオンナと特別なシチュエーションでハメる。Special Night SEX 8times（4月1日、ワンズファクトリー）
- イラマチオ 最後は、のど射　成宮ルリ（4月1日、MOODYZ）
- スレンダー彼女とのドキドキエッチSP（4月4日、アウダースジャパン）
- ギャル家庭教師BEST4時間！！ 〜清楚な先生がいやらしい“ギャル”に変身！〜（4月7日、BeFree）
- いいなりミニまん少女に巨根の洗礼 16人（4月7日、桃太郎映像出版）
- MOODYZ2013年全タイトル16時間（4月13日、MOODYZ）
- 美少女xイイオンナと中出しエッチ♥ 8時間 マ○コの中に出しちゃった！！僕のザーメンが子宮へと駆け上がる16連発スペシャル！！（4月18日、クリスタル映像）
- ぴっちぴちの10代限定あどけないエッチ 16時間（4月19日、ROOKIE）
- お尻の穴 超ド・アップで見る日常生活における肛門収縮運動の記録（4月20日、プールクラブ）
- ダスッ!7周年記念77タイトル7時間SPECIAL EDITION（4月25日、ダスッ!）
- 成宮ルリ、最初で最後の黒人ファック（4月25日、ダスッ!）
- 姉・亜衣と妹・ルリの中出しごっくん同棲生活　上原亜衣　成宮ルリ（4月25日、本中）
- 会員制スイートルームソープ 出張Jkソープ　成宮ルリ（4月25日、kawaii*）
- kawaii*美少女☆制服Collection57人8時間（4月25日、kawaii*）
- 先輩と私「Re：」 葵こはる  成宮ルリ（5月1日、U&K）
- ATTACKERS Anthology.2013（5月7日、アタッカーズ）
- 罠に堕ちた女子校生　成宮ルリ（5月7日、アタッカーズ）
- 自画撮りオマ○コ指オナニー（5月15日、グローリークエスト）
- 2000年代AV界の頂点を極めたAV女優100人16時間（5月19日、ROOKIE）
- 最高にエロい絶頂アヘ面エクスタシーを収録できた本番10連発4時間（5月19日、CROSS）
- ムラムラしすぎて困ります。　成宮ルリ（5月19日、乱丸）
- 卒業 成宮ルリ引退レズ・ドキュメント（5月19日、レズれ！）
- 授業中にも関わらず教室でエロ本を見て勃起したチ●コを見せつけてくる男子。それに気付いた隣の席のまだ未経験な女子校生が、初めて見る生のチ●コにスケベなマ●コはぐっちょり濡れ放題（5月23日、ケイ・エム・プロデュース）
- 微乳日本代表 つるぺたジャパン 8時間（5月23日、クリスタル映像）
- 本中下半期傑作集！2013年9月〜2014年2月（5月25日、本中）
- ナニされても絶対、寝てなきゃダメ！！（6月6日、ワープエンタテインメント）
- プレミア美尻のアナルむき出しFUCK8時間 3（6月6日、プレミアム）
- 私はいつも、おじさんに…。　成宮ルリ（6月7日、アタッカーズ）
- BeFree厳選100タイトル16時間（6月7日、BeFree）
- 美少女限定★ 微乳 THE BEST 30 2nd　ビンカンチクビに恋してる♥（6月7日、桃太郎映像出版）
- 高画質 べちょべちょキスエッチ16時間（6月19日、ROOKIE）
- 発射寸前！窒息しそうなほど喉奥を責めそのまま射精する、気持ち良すぎるイラマチオ16時間（6月19日、ROOKIE ）
- ケツ穴めくれ返り悶絶交尾！極太ブッ込みドテクリ肉ド拡張アクメ！ぬるぬるオメ肉超ナマ中出し！激ヤバ全盛り8時間（6月19日、CROSS）
- 2穴＆輪姦鬼畜中出し！ 8時間（6月25日、ダスッ!）
- kawaii* BEST全身ビクビク美少女オナニー（6月25日、kawaii*）
- kawaii* BEST2013年ALL TITLE COMPLETE全78タイトルぜ〜んぶ見せちゃうょん12時間（6月25日、kawaii*）
- 年に一度の健康診断。身体の成長が盛んになり、大人への第一歩を踏み出そうとしているJK達に、スケベな偽医者が卑猥な悪戯決行。隣に別の生徒がいるにも関わらず、初めての感覚に思わず身体も正直なことに！！（6月27日、スクープ）
- 私を見つめて激しくイッて スケベ主観スペシャル8時間（7月1日、ワンズファクトリー）
- 働く美女たちのプライベートSEX49人8時間（7月7日、BeFree）
- 泣っ！！ 肉棒 〜よがり泣き、恐怖泣き、悶え泣き、絶望泣き〜 餌食20人（7月7日、桃太郎映像出版）
- タブーこそが究極の興奮 売上げランキングTOP20 V＆Rベストヒット10時間（7月10日、Ｖ＆Ｒプロダクツ）
- 高級会員制 性感メンズエステ PREMIUM BEST 8時間（7月11日、TMA）
- 純粋無垢な美少女の 完全未公開撮り卸 フェラチオ 十七連発四時間　三（7月13日、無垢）
- 微乳の美少女がうすい胸でソープご奉仕 無垢ナ女子校生限定ソープランド 成宮ルリ（7月13日、無垢）
- 美少女限定！kawaii*高画質セックchu480分（7月25日、kawaii*）
- 女を見降ろす！後ろから生ハメ！バックで本物中出し18発！（7月25日、本中）
- 女を道具のように扱う集団強姦 8時間（7月25日、ダスッ!）
- ワンズファクトリー今夜のおかずシリーズ 特選フェラチオ100本抜き8時間（8月1日、ワンズファクトリー）
- フェラチオ500本抜き24時間（8月1日、MOODYZ）
- 総勢100名 女子校生 PREMIUM BEST 8時間（8月8日、TMA）
- 暴れん坊ザーメン（8月8日、ワープエンタテインメント）
- Top of the AV ROOKIE×25メーカー厳選！SEX24時間 SSS級女優150人（8月19日、ROOKIE）
- 高画質 モッチモチでツルツル！さらにスベスベな美肌女優とセックス 16時間（8月19日、ROOKIE）
- JKチアガール 大総集編 8時間（8月22日、クリスタル映像）
- kawaii* BEST ツインテール美少女8時間（8月25日、kawaii*）
- kawaii* 美少女限定！高画質バーチャルSEX8時間Vol.2（8月25日、kawaii*）
- 女1人の穴に複数の男汁を注ぎ込む！！（8月25日、本中）
- 強制中出し輪姦学校　成宮ルリ（8月25日、本中）
- SEX by HMJM ハマジムベスト12　6時間（8月30日、HMJM）
- ワンズファクトリー2014年上半期総集編（9月1日、ワンズファクトリー）
- U&Kレズ作品集4時間 2013年12月〜2014年5月（9月1日、U&K）
- MOODYZ特選 極上ごっくん886連発（9月13日、MOODYZ）
- 「無垢」特選 六時間 純粋少女×抱きしめたら折れてしまいそうな華奢な女の子2（9月13日、無垢）
- kawaii* BEST 黒髪ストレート美少女コレクション8時間（9月25日、kawaii*）
- kawaii* 美少女限定！ガニ股＆うまのり騎乗位SEX（9月25日、kawaii*）
- 全部本物中出し！100本番！！（9月25日、本中）
- kawaii*BEST じゅるじゅるフェラチオ8時間（9月25日、kawaii*）
- 狂乱幻獄Mens アナル・オーガズムのすべて 狙われた僕のケツマ◯コ（10月1日、MOTHERS ENTERTAINMENT PICTURES）
- ATTACKERS2014年上半期8時間BEST（10月7日、アタッカーズ）
- プレミアム女学園文化祭〜ヤリヤリgirlsコレクション〜（10月7日、プレミアム）
- BAZOOKAスーパーコレクション100人+1　8時間 生中出しコギャル＆生中出し女子校生編（10月10日、メディアステーション）
- ロリっ子20人デカチンコ舐め舐め（10月12日、ケー・トライブ）
- 射精直後の敏感ち○ぽを丁寧にお掃除フェラ16時間（10月19日、ROOKIE）
- ニッポン全国 ニーハイ兄弟に捧ぐ…ニーハイ パンスト まとめ 16時間（10月19日、ROOKIE）
- kawaii* BEST 2014年上半期全作コンプリート総集編（10月25日、kawaii*）
- kawaii* BEST み〜んな、ショートカット2014（10月25日、kawaii*）
- kawaii* BEST ぬるぬるイチャイチャ風俗パラダイス♪（10月25日、kawaii*）
- 無理矢理絶頂8時間（10月25日、ダスッ!）
- 無理やり犯されて中出しされた女子校生（10月25日、本中）
- ちょっ…、マジやばい。あたま真っ白、乳首ピンコ勃ち。そして、同時に（下も）責められたら僕もうダメっ！（11月1日、MOTHERS ENTERTAINMENT PICTURES）
- うぶレズ うふふ…（11月1日、U＆K）
- 美少女貧乳 サイズA 4時間（11月7日、NON）
- 女神の舌テク100人8時間（11月13日、MOODYZ）
- 純粋無垢な美少女のゴム無し生姦 締まりヨスギテおもわず膣内射精（ナカダシ） 二十一連発四時間 特選版 2012-2013年度版（11月13日、無垢）
- 貧乳のロリ美少女たちを連続中出しセックス♪（11月16日、ケー・トライブ）
- ぎゅっと抱きしめたい美少女　成宮ルリ 16時間（11月19日、ROOKIE）
- kawaii* 美少女☆
- kawaii*BEST コスプレ祭り100シチュエーション100人16時間（11月25日、kawaii*）出演者多数* 合法中出しレ×プ 16時間（11月25日、本中）
- マザーズ年間ベスト 炎の総集編2014 〔完全撮り下ろし！ 大量オリジナルコンテンツ付〕（12月1日、マザーズエンターテイメント）
- S-Cute 年間売上ランキング2014 TOP30（12月1日、S-Cute）
- ワープエンタテインメント1年まるごと特別総集編（12月5日、ワープエンタテインメント）
- NON STOP FUCKING！！美女100人の100連続FUCK8時間（12月5日、クリスタル映像）
- 一人の女の子にオトコ達が囲んで恥辱遊戯 ●な美少女 悪戯＆輪姦16時間（12月19日、ROOKIE）
- レズれ！はじめての年間ベスト 女と女の本気イキ総集編 8時間SP（12月19日、レズれ！）
- 発射寸前！我慢汁垂れ流しの気持ちいいフェラチオ320連射16時間 第3弾（12月19日、ROOKIE）
- クンニ絶頂トランス117連発（12月19日、乱丸）
- kawaii*スペシャルBEST 24時間美少女祭り（12月25日、kawaii*）
- 魂の一発大量中出し4時間（12月25日、本中）
- ダスッ!2014年全タイトル収録！鬼畜プレイ全部盛り8時間（12月25日、ダスッ!）
- 本中4周年 全163作品12時間（12月25日、本中）
- お兄ちゃんを大好きな妹たちと性交 8時間（12月26日、TMA）

#### 2015年
- マルチプル・オーガズム コンプリート・ベスト 2枚組8時間 真っ赤な革命 〜狂おしき絶頂の彼方へ〜（1月1日、MOTHERS ENTERTAINMENT PICTURES）
- 子作り新婚生活8時間BEST 2（1月1日、ワンズファクトリー）
- キミだけに語りかけ！ロリっ娘60人！オマ●コぴちゃぴちゃ指入れ自画撮りオナニー8時間 superBEST 2　（1月2日、グレイズ）
- Best of 成宮ルリ（1月9日、アウダースジャパン）
- おとなしい地味子とセックス 4時間（1月18日、ケー・トライブ）
- 主観×淫語×白衣の天使SP（1月23日、アウダースジャパン）
- 強制発射！超絶テクの気持ち良すぎる手コキ絶頂210連射16時間（1月19日、ROOKIE）
- kawaii* BEST 美少女のプリップリな尻を眺めながらバックで突きまくる100SEX8時間（1月25日、kawaii*）
- 清純な黒髪を白く汚すザーメン！！黒髪少女限定 大量ぶっかけ（2月1日、MOODYZ）
- e-kiss THE BEST 7 8時間100選！！（2月6日、クリスタル映像）
- 想像してみてください。あなたは一人娘を持つ父親。18歳になり、美しく成長する娘が亡き妻に似てきたら……あなたがやり遂げたかった近親相姦10のタブー 5時間DX（2月13日、V＆R PRODUCE）
- 春原未来 レズれ！ プレミアムBEST8時間 〜素顔・卒業・挑発〜（2月19日、レズれ！）
- kawaii* 美少女限定！たっぷりメガ盛り顔射スペシャル Ⅱ（2月25日、kawaii*）
- 射精直前の気持ち良いピストン102連発（3月1日、MOODYZ）
- 主観×淫語×早熟女子校生SP 3（3月6日、アウダースジャパン）
- いいなりちゃん 美少女たちのアクメ顔 濡れた蜜壺への完全中出し（3月7日、桃太郎映像出版）
- ロリ体型少女たちと風呂淫行遊戯1（3月22日、ケー・トライブ）
- MOODYZ 2014年全タイトル16時間（4月1日、MOODYZ）
- これ1本で毎日ヌキたい！1年365通りの日替わり極上SEX16時間（4月1日、ワンズファクトリー）
- 先生と生徒の禁断の性交8時間（4月7日、BeFree）
- 「無垢」特選 無垢ナ女子校生限定ソープランド 大好評記念感謝祭 二百四十分プラチナコース 六回戦 微乳限定（4月13日、無垢）
- NON STOP FUCKING！！女子校生100人の100連続FUCK8時間（4月17日、クリスタル映像）
- 淫乱AV乱丸 2014年発売作品全部入り8時間（4月19日、乱丸）
- ロリ体型の妹たちと連続セックス 4時間（4月19日、ケー・トライブ）
- kawaii*BEST ゆるかわ妹系美少女ランキング TOP30（4月25日、kawaii*）
- 完全撮りおろし！主観フェラ抜き体験 8時間！貴方を射精させてくれる51人の美少女たち（4月25日、オーロラプロジェクト・アネックス）
- 主観×淫語×あなたの彼女SP 5（5月2日、アウダースジャパン）
- ATTACKERS Anthology.2014（5月7日、アタッカーズ）
- この美少女が凄い！！！ 1万人のAVユーザーが選んだヌケる女子校生13人（5月7日、桃太郎映像出版）
- 口射＆顔射の瞬間！Vol.2 カムショット600連発！！（5月13日、MOODYZ）
- 美少女50人のエロい尻突き 　超美少女たちのプルンプルンお尻をパンパン突きまくりハメまくり　2枚組8時間（5月17日、ケー・トライブ）
- 繰り返す悪夢…オンナを強制的に犯す凌辱レ○プ16時間（5月19日、ROOKIE）
- 主観×淫語×キュートdeエッチなウェイトレスSP（6月5日、アウダースジャパン）
- 綺麗なお姉さんが本気で乱れる近親相姦と中出し性交 4時間（6月5日、NON）
- 痙攣、絶頂、白目、中出し、淫汁ブッシャー 淫乱SEX 100本番（6月19日、乱丸）
- デカすぎる！凄すぎる！ハードすぎる！ 黒人SEX 16時間（6月19日、ROOKIE）
- 溜め込んだ精子を子宮にぶちまける！高画質ドックドク中出し 100連発16時間（6月19日、ROOKIE）
- kawaii* 2014年コンプリートBEST全102タイトルぜ〜んぶ見せちゃうょん12時間（6月25日、kawaii*）
- キミだけに語りかけ！ロリっ娘80人！オマ●コぴちゃぴちゃ指入れ自画撮りオナニー 完全版総集編 4枚組16時間（7月1日、グレイズ）
- 女子校生レズBEST4時間（7月1日、U＆K）
- 発射直後のアッツアツ精子を全部飲んじゃう♥ごっくんBEST16時間 part.2（7月19日、ROOKIE）
- スケベな妹神シリーズ10人連続セックス 8時間（7月19日、 ケー・トライブ）
- 美少女限定！kawaii* 高画質セックchu8時間 Ⅲ（7月25日、kawaii*）
- kawaii* BEST 美少女たちの桃尻 8時間（7月25日、kawaii*）
- 危険日に中出しされたのに快感でイっちゃった女達（7月25日、本中）
- 生指オナニー 5（8月1日、アウダースジャパン）
- あの名作が豪華2枚組！！ 永久保存版で復活！！ 野外露出DVD2枚組 現役工務店員が同人AVを自費制作！調教記録 vol.01（8月7日、足立工務店）
- 泡立つ愛液、止まらない潮吹き！陰核マッサージ絶頂トランス100連発（8月19日、乱丸）
- 美少女30人　いやらしいフェラチオ4時間 （8月23日、ケー・トライブ）
- kawaii*BEST 美少女てんこ盛り豪華
- 美少女たちに突き上げ 騎乗位生中出しFUCK 4時間（9月1日、グレイズ）
- ツンデレ女子校生といやらしい接吻セックス THE4時間（9月1日、無言/妄想族）
- 卑猥な水着を着ながら巨根を貪る淫乱な女たち4時間（9月4日、NON）
- 純粋無垢な美少女の汗をびっしょりかいて、我を忘れてイキまくる 汗だく絶頂2　四時間（9月13日、無垢）
- どロリ5　ロリっ娘天使マジ可愛すぎィ♥　100人16時間（9月19日、ROOKIE） 出演者多数* 女の絶頂と同時に射精する正常位中出し107連発！！（9月25日、本中）
- 前後の穴を同時に犯す！串刺し輪姦16時間（10月19日、ROOKIE）
- 激しいセックスでガクガク痙攣絶頂（10月25日、乱丸）
- kawaii* 風俗BEST 今夜は豪遊！80店舗でヌキまくりツアー！！（10月25日、kawaii*）
- 隠れスケベのすっぴんメガネっ娘と連続セックス（10月25日、ケー・トライブ）
- 蕾狩り（10月25日、オーロラプロジェクト・アネックス）
- 色白スレンダー絶頂性交ベスト24人（11月1日、MOODYZ）
- 中出し 顔射 口内発射 全部見せます100射精！！（11月7日、BeFree）
- 大量顔射を見つめる女達　開眼ぶっかけBEST（11月13日、MOODYZ）
- イラマチオ 最後は、のど射 コンプリート8時間BEST（11月13日、MOODYZ）
- 超絶対的美少女　55人　16時間（11月19日、ROOKIE）
- 女がガムシャラに腰を振る淫乱情熱SEX 80連発4時間（11月19日、乱丸）
- 100人100SEX24時間（12月1日、ワンズファクトリー）
- 美少女アイドル 濡れマ○コ　成宮ルリ（12月1日、RedCat）
- 抜き挿しバッチリ！ハメシロだらけの激ピストンSEX8時間！（12月7日、BeFree）
- え？なに最近ショートが流行ってんの？（12月7日、桃太郎映像出版）
- ドリームセレクト10　VOL.11　厳選10タイトルをセットにした永久保存版BOX！！美少女づくしの21時間OVER（12月15日、オーロラプロジェクト・アネックス）
- 24時間美少女祭り 2015（12月25日、kawaii*）

#### 2016年
- 鬼畜ロリ凌辱BEST　発育中の未成熟なカラダを犯す！ （1月1日、MOODYZ）
- うっとり瞳でザーメンをおねだりするフェラチオ美女達を見下ろしながらの快感射精！！ （1月1日、MOODYZ）
- 絶頂中出し100連発8時間（1月1日、ワンズファクトリー）
- 支配欲を満たす征服顔射 （1月25日、ダスッ!）
- いたいけな唇は手荒な接吻で塞げばいい 2 （2月1日、無言/妄想族）
- レズれ！厳選BEST8時間 真咲南朋監督が12作品から選んだエロシーン全てお見せします！（2月19日、レズれ！）
- kawaii* BEST　敏感スレンダー微乳少女30人とビックンビックンイキまくりSEX（2月25日、kawaii*）
- ケイレンが止まらない汗ダクSEXにハマったスレンダー美女たち4時間（3月13日、イエロー/HERO）
- 妊娠必至の子宮直出し孕ませ射精！ 種付けプレスVer.2　8時間（3月19日、ROOKIE）
- ごっくん、命。2　100発×100人×一撃ごっくん（4月1日、ワープエンタテインメント）
- ぶっかけられたザーメンをごっくんBEST（4月1日、MOODYZ ）
- 同人コスプレピンキーweb 3　成宮ルリさん（5月13日、TMA）
- 美少女の無防備な恍惚顔が快感を増幅させる！！おねだり上目づかいフェラチオBEST！！（6月1日、ワンズファクトリー）
- S級女優100人のケツ穴丸見え！ノンストップ背面騎乗位8時間（6月19日、ROOKIE）
- 極限まで我慢した後の超気持ちイイ爆発スプラッシュ潮（6月19日、乱丸）
- 無防備にお尻を突きだす美女達に手加減抜きの激速バック中出しBEST（7月1日、ワンズファクトリー）
- ｢無垢｣特選 六時間 純粋少女×アバラが浮き出るくらいガリガリ微乳（7月13日、無垢）
- いやぁ！！だめだめだめぇぇぇっ！！！！中出しを嫌がり必死に抵抗する女を完全絶望させる中出しレ○プ 8時間（7月19日、ROOKIE）
- 脱出できない絶望感！！征服マウントイラマチオBEST！！（8月1日、MOODYZ）
- 制服美少女を肉壷飼育　思い出のセーラー服にこびり付いた、落ちない汚れ 4時間（8月7日、桃太郎映像出版）
- ケートライブ美少女20人プレミアムベスト（8月22日、ケー・トライブ）

### 雑誌
- ids（インディーズ・ネット） 2013年7月号（2013年6月6日、サニー出版）
- 月刊DMM　2013年9月号（2013年7月22日、ジーオーティー）
- 週刊プレイボーイ　2014年4月7日号　No.14（2014年3月24日、集英社）
- やるCan　2014年6月号 （2014年5月2日、インテルフィン）
- やるCan　2014年7月号 （2014年6月3日、インテルフィン）
- 純真ロリータ（2014年9月30日、ブレインハウス）
- 微乳少女ザ・ムービー（2014年10月27日、ブレインハウス）
- 微乳ロリータ（2015年2月12日、ブレインハウス）
- ids（インディーズ・ネット） 2015年5月号（2015年4月10日、ブライト出版）
- 微乳少女スペシャル（2015年6月10日、ブレインハウス）
- ids（インディーズ・ネット） 2015年9月号（2015年8月10日、ブライト出版）
- ids（インディーズ・ネット） 2016年3月号（2016年2月10日、ブライト出版）